# She's My Man
She's My Man è un singolo del gruppo rock statunitense Scissor Sisters, pubblicato nel 2007 ed estratto dall'album Ta-Dah.

## Tracce
- CD (UK)

1. She's My Man (album version) – 5:31
2. She's My Man (Goose remix edit) – 4:18

- CD (Internazionale)

1. She's My Man (album version) – 5:31
2. Transistor – 4:51
3. She's My Man (Goose remix edit) – 4:18
4. She's My Man (music video)